# 边飞
边飞（1961年3月—），河北顺平人，中国共产党党员，毕业于中共中央党校，曾担任中共魏县县委书记、中共永年县委书记、中共大名县委书记。

## 生平
1961年，边飞出生在河北省顺平县。毕业于中共中央党校。
1978年12月，边飞参加政治工作，1984年6月加入中国共产党。
边飞早年曾担任河北省邯郸地区林业局秘书科副科长、对外贷款项目办公室主任，邯郸市林业局副局长。之后，升任曲周县人民政府副县长、中共曲周县委常委、曲周县人民政府常务副县长。第三度升职为中共临漳县委副书记，之后调动为中共魏县县委副书记、魏县人民政府县长、中共魏县县委书记。2008年，边飞任中共永年县委书记，被查之前担任中共邯郸市委常委，大名县委书记，其司机王某担任其保密局长。
2013年12月，中共河北省委决定对边飞采取强制措施，后经省纪检委、省监察厅报省委、省政府批准，给予其开除党籍、开除公职处分，涉嫌犯罪问题及线索移交司法机关处理。2015年6月23日，石家庄市中级人民法院一审宣判，边飞在担任领导干部期间，利用职务之便，收受、索取贿赂，涉案金额达5920余万元，另有价值人民币4190余万元巨额财产不能说明来源，滥用职权给国家造成财产流失776万余元。依法以受贿罪判处死刑，缓期二年执行，剥夺政治权利终身，并处没收个人全部财产；以巨额财产来源不明罪判处有期徒刑九年；以滥用职权罪判处有期徒刑六年。数罪并罚，决定执行死刑，缓期二年执行，剥夺政治权利终身，并处没收个人全部财产。